# Улица Балтэзера (Рига)
Улица Ба́лтэзера (латыш. Baltezera iela) — улица в Видземском предместье города Риги, в историческом районе Югла. Начинается от железнодорожного переезда у станции Югла как продолжение улицы Саламандрас и пролегает в южном направлении до примыкания к Бривибас гатве.
По официальным данным, длина улицы Балтэзера составляет 216 метров, фактически — около 400 м.
На всём протяжении улицы имеется асфальтовое покрытие (обновлено в 2019 году). Разрешено двустороннее движение, по одной полосе в каждом направлении.
Общественный транспорт по улице Балтэзера не курсирует.

## История

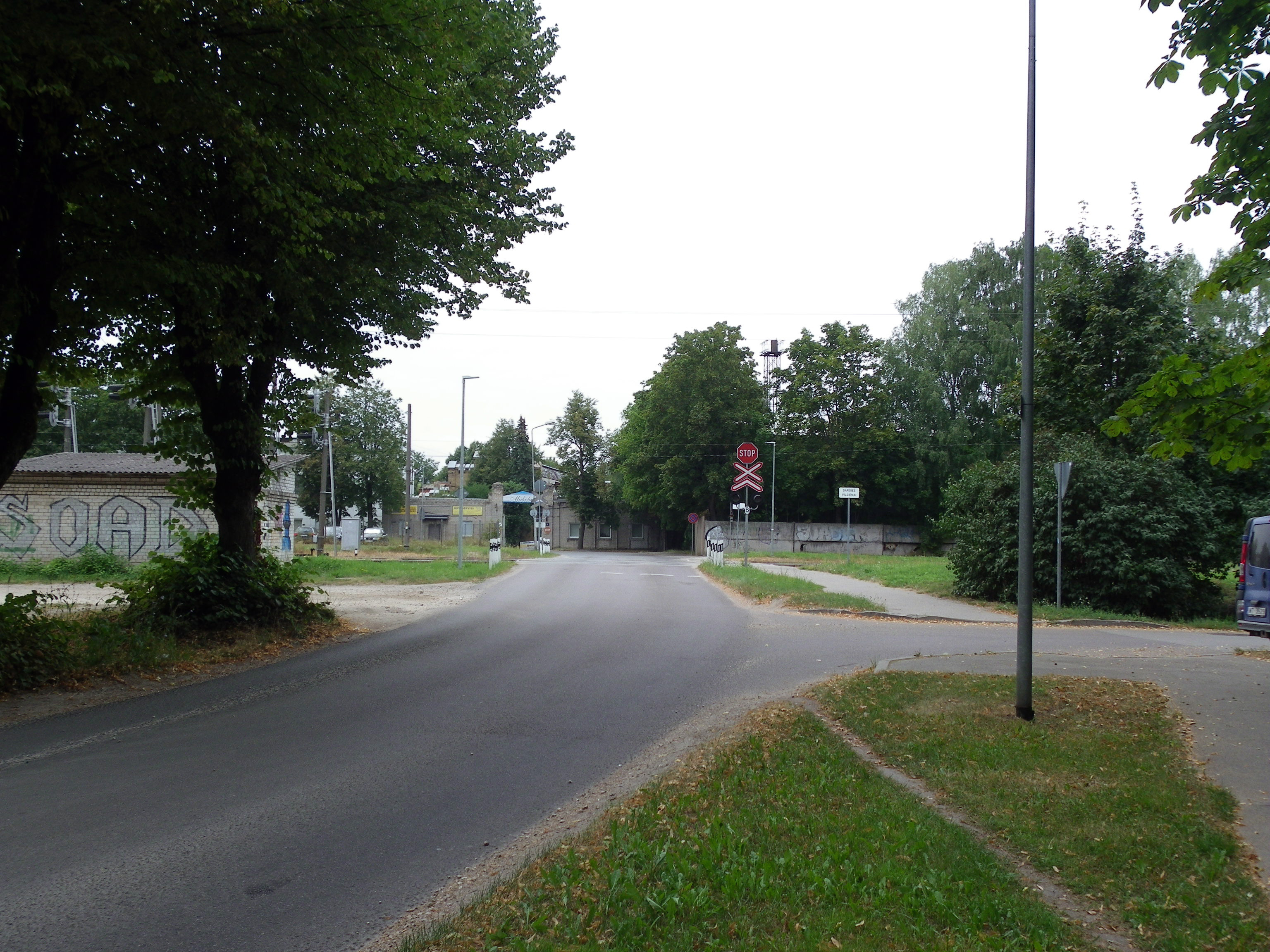
Вид в сторону улицы Саламандрас

Ныне существующий участок улицы Балтэзера впервые показан на плане города 1903—1908 годов как часть улицы Саламандрас. На картах 1937 и 1940 годов подписан как улица Балтэзера, на других картах того же периода — улица Саламандрас.
Название «улица Балтэзера» было присвоено в 1934 году новой улице, которая от перекрёстка нынешних улицы Балтэзера и Бривибас гатве вела в южном направлении по незастроенным городским землям. Название улице дало пригородное озеро Балтэзерс, соединённое каналом с рекой Югла. Сообразно немецкому варианту названия этого озера, улица Балтэзера в годы немецкой оккупации именовалась Weißer-See-Straße. Других переименований не было.
На плане застройки 1957 года улица Балтэзера по-прежнему показана к югу от улицы Ленина (нынешней Бривибас гатве) — параллельно улице Силциема, доходя до ручья Страздупите у начала улицы Палес и далее продолжаясь по нынешней улице Биатлона до перекрёстка улиц Силциема и Мурьяню. В том же 1957 году часть этой улицы от Бривибас гатве до Страздупите была отведена под предстоящую многоэтажную застройку микрорайона Югла-1, а в 1963 году этот отрезок улицы Балтэзера был официально ликвидирован. От старой застройки сохранилось лишь школьное здание, строительство которого велось с 1940 по 1946 год, — некогда основная школа № 6, а в наши дни — детско-юношеский центр «Аусеклис» (ул. Силциема, 3).
К началу XXI века улица Балтэзера представляла собой два обособленных участка: от улицы Саламандрас до Бривибас гатве и от Страздупите до улицы Мурьяню. Нынешние границы улицы Балтэзера сформировались в 2016 году, когда Рижская дума постановила преобразовать второй из этих участков в самостоятельную улицу Биатлона.
Улица Балтэзера проходит по микрорайону типовой застройки 1960-х годов, исторические здания здесь не сохранились. В доме № 6 располагается средняя школа № 63 (1970, типовой проект).

## Прилегающие улицы
Улица Балтэзера пересекается со следующими улицами:
- улица Саламандрас
- улица Аудума
- аллея Видземес
- Бривибас гатве